# Complexo Penitenciário de Gericinó
O Complexo Penitenciário de Gericinó, e anteriormente conhecido como Complexo Penitenciário de Bangu, é um complexo penitenciário situado no bairro de Gericinó, na Zona Oeste da cidade do Rio de Janeiro. Localiza-se ao longo da Estrada General Emílio Maurell Filho. O complexo é composto por 25 unidades penais, incluindo hospitais, institutos e penitenciárias. É administrado pela Secretaria de Estado de Administração Penitenciária (SEAP) por meio da Coordenação de Unidades Prisionais de Gericinó.
O complexo penitenciário foi criado em 1987, ano em que o então governador do Rio de Janeiro Moreira Franco decidiu criar no local, que era parte do bairro de Bangu na época, o presídio de segurança máxima Bangu I. Hoje, o complexo situa-se no bairro de Gericinó, desmembrado de Bangu por meio da Lei Nº 3.852, de 23 de novembro de 2004.

## Unidades penais
As unidades penais prisionais se dividem, em princípio, por regime prisional, facção predominante e pelo sexo dos prisioneiros, entre outros fatores. Na prática, pode-se haver mistura entre presos de diferentes categorias em pequena medida.
As facções predominantes do complexo são: Comando Vermelho (C.V.), Amigos dos Amigos (A.D.A.) e o Terceiro Comando Puro (T.C.). Há também penitenciárias especiais para ex-policiais e integrantes de milícias.
As seguintes unidades prisionais e hospitalares integram o Complexo Penitenciário de Gericinó:
| Nome                                                   | Regime     | Facção        | Sexo      | Ocupação/Capacidade |
| ------------------------------------------------------ | ---------- | ------------- | --------- | ------------------- |
| Penitenciária Laércio da Costa Pellegrino              | diversos   | nenhuma       | masculino | 31/48               |
| Presídio Alfredo Tranjan                               | diversos   | C.V.          | masculino | 3061/960            |
| Penitenciária Dr. Serrano Neves                        | fechado    | C.V.          | masculino | 1114/668            |
| Presídio Gabriel Ferreira Castilho                     | diversos   | C.V.          | Masculino | 882/672             |
| Presídio Jonas Lopes de Carvalho                       | diversos   | A.D.A.        | masculino | 2439/1344           |
| Presídio Elizabeth Sá Rego                             | fechado    | C.V.          | masculino | 1580/750            |
| Presídio Lemos Brito                                   | fechado    | T.C., ExPol   | masculino | 706/512             |
| Presídio Nelson Hungria                                | diversos   | nenhuma       | feminino  | 468/539             |
| Cadeia Pública Pedrolino Werling de Oliveira (Bangu 8) | provisório | nenhuma       | masculino | 97/154              |
| Cadeia Pública Joaquim Ferreira de Souza               | provisório | Expol/milícia | masculino | 276/438             |
| Penitenciária Bandeira Stampa                          | fechado    | nenhuma       | masculino | 394/547             |
| Cadeia Pública José Antônio da Costa Barros            | provisório | nenhuma       | masculino | 0/0                 |
| Penitenciária Industrial Esmeraldino Bandeira          | fechado    | T.C.          | masculino | 1603/992            |
| Penitenciária Moniz Sodré                              | diversos   | C.V.          | masculino | 2300/1320           |
| Instituto Penal Vicente Piragibe                       | semiaberto | C.V.          | masculino | 2022/1564           |
| Instituto Penal Plácido de Sá Carvalho                 | semiaberto | ExPol         | masculino | 3570/1699           |
| Instituto Penal Benjamin de Moraes Filho               | semiaberto | T.C.          | masculino | 1018/912            |
| Cadeia Pública Paulo Roberto Rocha                     | provisório | C.V.          | masculino | 1686/750            |
| Cadeia Pública Jorge Santana                           | provisório | C.V.          | masculino | 1937/750            |
| Cadeia Pública Pedro Melo da Silva                     | provisório | T.C.          | masculino | 1328/750            |
| Presídio José Frederico Marques                        | provisório | nenhuma       | masculino | 182/518             |
| Hospital Dr. Hamilton Agostinho Vieira de Castro       | /          | /             | /         | /                   |
| Hospital Penal Psiquiátrico Roberto Medeiros           | /          | /             | /         | /                   |
| Unidade Materno Infantil Madre Tereza de Calcutá       | /          | nenhuma       | feminino  | 8/20                |

## Detentos notáveis
As unidades prisionais de Bangu/Gericinó já abrigaram, entre outros detentos notáveis:
- Anthony Garotinho, ex-governador (PDT-RJ) e ex-deputado federal (PL-RJ)[4].
- Eike Batista, empresário e ex-bilionário listado na Forbes[5].
- Eduardo Cunha, ex-deputado federal e ex-senador (PMDB-RJ)[5].
- Sérgio Cabral, ex-deputado estadual (PSDB-RJ), ex-senador (MDB-RJ) e ex-governador (MDB-RJ)[5].
- Daniel Silveira, ex-deputado federal (PL-RJ)[6].
- Salvatore Cacciola, é um banqueiro ítalo-brasileiro, proprietário do falido Banco Marka.
- Roberto Jefferson, ex-deputado federal (PTB)[7].
- Gabriel Monteiro, ex-policial (PMRJ) e ex-vereador (PSD-RJ) da Cidade do Rio de Janeiro[8].